# Borcos

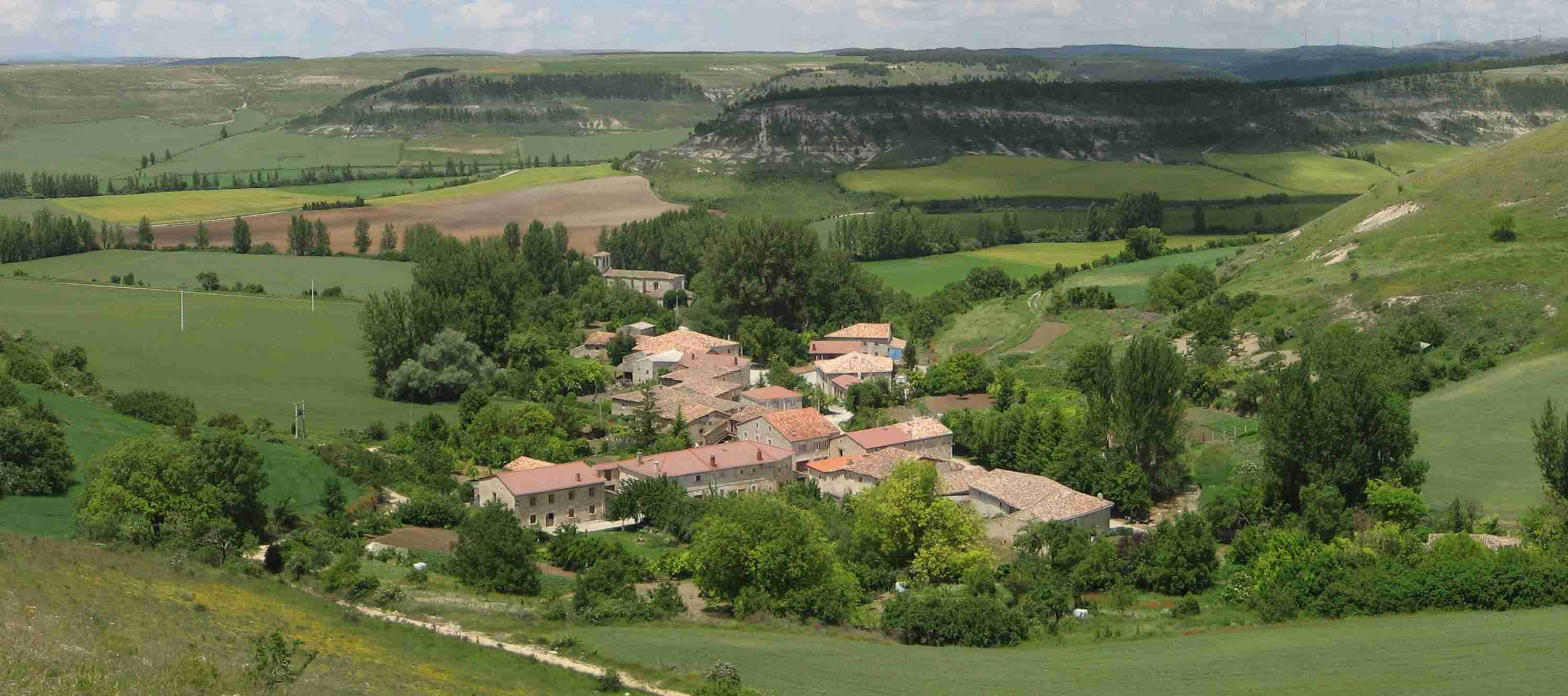
Barrio Borcos.

Borcos es uno de los tres barrios que conforman la localidad de Las Hormazas situada en la provincia de Burgos, comunidad autónoma de Castilla y León (España).

## Toponimia
Según el Thesaurus Hispano-Latinus, Utriusque Linguae Verbis de Bartholomeo Bravo de 1757, se denominaba bohorco al junco de mazorca. Borcos es un barrio con muchas fuentes naturales en todo el término, así como un arroyo con agua abundante durante todo el año. En resumen, una zona con mucha agua, donde este tipo de juncos debía ser muy habitual, por lo que es muy probable que el topónimo original de bohorcos con el que aparece originalmente provenga de esta planta, derivándose posteriormente a Boorcos y, luego, al Borcos actual.

## Datos generales
Borcos está situado en un recogido vallejo acostado en el valle del río de San Pedro afluente del río Hormazuela u Ormaza. Está situado a 2 km al este de los barrios La Parte y Solano, y a 3 km al oeste de la granja de Espinosilla de San Bartolomé.

## Demografía
Evolución de la población
| Gráfica de evolución demográfica de Borcos entre 2000 y 2021       |
|                                                                    |
| Población de derecho (2000-2017) según el padrón municipal del INE |

## Historia
La primera referencia escrita de Las Hormazas la hallamos en el Becerro Gótico de Cardeña en el año 1066, cuando la localidad tenía ya doscientos años de existencia; se la cita como Ormaza Mayor y pertenecía entonces al alfoz de Villadiego. La primera referencia escrita del barrio Borcos la encontramos también en el mismo Becerro Gótico de Cardeña; data del año 1068, y aparece nombrado como Bohorcos.
Borcos era entonces uno de los cinco barrios que formaban entonces la localidad de Las Hormazas u Ormaza maior, de los que hoy quedan tres: La Parte, Solano y Borcos. Estos barrios siempre han formado una misma localidad, sin que haya existido nunca separación concejil entre ellos.
Años más tarde se posibilita la creación de un alfoz propio y ya en el año de 1237, Las Hormazas era cabeza del Alfoz de Ormaza, siendo su tenente el ricohombre Gil Manrique de Manzanedo.
Hasta mediados del siglo XIV, Las Hormazas era lugar de behetría, vinculada a los Villalobos, los descendientes de Gil Manrique. Posteriormente Las Hormazas fue señorío de los Castañeda hasta finales del siglo XV.
En el 1480 el concejo y vecinos de Las Hormazas compraron a los herederos de Rodrigo de Castañeda el señorío y jurisdicción civil y criminal sobre la propia localidad.
A mediados del siglo XVI el barrio Borcos recibía aún el nombre de Boorcos.

## Parroquia
La iglesia parroquial de barrio Borcos está dedicada a Santiago Apóstol.

## Medio Ambiente
Las Hormazas cuenta con coto privado de caza BU-10.684, con una superficie de 2.759 hectáreas. Las especies cinegéticas dependiendo de las vedas son: la perdiz, la codorniz, el conejo y la liebre.